# چرخند هارولد
چرخند استوایی شدید هارولد (انگلیسی: Cyclone Harold) یک چرخند استوایی بشدت قدرتمند با درجه پنج است که خسارات گسترده‌ای را در جزایر سلیمان، وانواتو، فیجی و تونگا در اوایل آوریل ۲۰۲۰ به بار آورده‌است. این طوفان تا زمان وقوع شدیدترین چرخند سال ۲۰۲۰ بوده‌است. در اول آوریل به صورت یک ناحیه کم فشار استوایی بین جزایر سلیمان و شرق پاپوآ گینه نو تشکیل شد و با حرکت به سمت جنوب شرق برفراز جزایر سلیمان بشدت تقویت شد و تبدیل به یک چرخند با شدت یک شد و تا ۴ آوریل به شدت درجه چهار رسید و در روز بعد به شدت پنج رسید. دست کم ۲۹ تن در اثر آن کشته شده‌اند.